# François-Régis Cottin
Pour les articles homonymes, voir Cottin.
François-Régis Cottin est un architecte et urbaniste français, né le 27 mars 1920, à Lyon dans le 1er arrondissement et mort le 14 février 2013 à Francheville.
Il est également un historien de la topographie, de l’architecture et de la construction à Lyon, en particulier pour la période de l'Ancien Régime. Une exposition lui a été consacrée par les archives municipales de Lyon, d'octobre 2013 à janvier 2014 (commissariat scientifique de Benoît Faure-Jarrosson).

## Biographie

### Formation
Il a étudié à l'école nationale supérieure des beaux-arts de Lyon, mais également à l'école régionale d'architecture de Lyon (atelier Tony Garnier-Pierre Bourdeix) en 1939. Il devient architecte diplômé par le gouvernement en 1949. Bien plus tard, en 1975, il est diplômé des études supérieures pour la connaissance et la conservation des monuments anciens.

### Enseignement
Il devient professeur et chef d'atelier adjoint, à l'école régionale d'architecture de Lyon, avec René Gagès, entre 1950 et 1968.

### Sociétés savantes
Cottin a été membre de plusieurs institutions lyonnaises. En 1976, il est membre titulaire de l'académie des sciences, belles-lettres et arts de Lyon. Il a également été membre de la Société historique, archéologique et littéraire de Lyon à partir de 1955 jusqu'à sa mort, avant d'en devenir président entre 1974 et 1976. Enfin, il fut archiviste conservateur de la société académique d'architecture de Lyon entre 1975 et 2013.

## Travaux

### Réalisations dans le domaine de l'urbanisme
François-Régis Cottin est surtout connu comme architecte et urbaniste. Il conçoit le plan masse du quartier de La Duchère en 1959 avec la collaboration de Franck Grimal et de R. Coulon. Il a également élaboré le schéma directeur d'aménagement et d'urbanisme (SDAU) du Genevois français, mais aussi en 1972 le SDAU de l'Ouest lyonnais avec la collaboration de Charles Lambert.

### Réalisations dans le domaine de l'architecture
En architecture, il réalise en 1951, la Chapelle de la Giraudière située à Brussieu dans le Rhône. En 1954, il conçoit plusieurs maisons d'habitation du boulevard de Ceinture à Vénissieux. En 1960, il conçoit en collaboration avec Alain Chastel et Jean Prouvé l'immeuble d'habitation "Les Cèdres", situé au 44 rue de la Favorite, dans le 5e arrondissement de Lyon (dans le quartier Saint-Just). Entre 1964 et 1968, Cottin est l'architecte de l'église Notre-Dame-du-Monde-Entier ou église du Plateau, à La Duchère. Peu de temps après, il est l'architecte de la tour panoramique de La Duchère, construite en 1972. Il réalise également le château d'eau de La Duchère avec la collaboration de N. Esquillan. Enfin, il est également l'architecte de la villa Erlo, située à Écully.
Les réalisations de la cité de La Duchère ont reçu, à partir du 10 mars 2003, le label « Patrimoine du XXe siècle ». Le bâtiment "Les Cèdres" obtiendra le même titre le 09 septembre 2004.

### Travaux inédits
Il a également fait la restitution du plan de Lyon en 1750 avec Francisque Loizy entre 1977 et 1987.

## Écrits
- Philippe Dufieux (dir.), François-Régis Cottin (1920-2013). L'architecte-historien, Lyon, Société d'histoire de Lyon, 2013, 470 p. (recueil d'articles publiés entre 1972 et 2011 augmenté d'une étude inédite).